# گورستان سوخته ملکوت
گورستان سوخته ملکوت مربوط به پیش از اسلام است و در شهرستان املش، بخش رانکوه، روستای ملکوت واقع شده و این اثر در تاریخ ۲ آبان ۱۳۸۲ با شمارهٔ ثبت ۱۰۶۳۵ به‌عنوان یکی از آثار ملی ایران به ثبت رسیده است.